# 阿尔特布藻属
阿尔特布藻属（学名：Alterbidinium）是多甲藻科下的一个属。

## 下属物种
本属包括以下物种：
- Alterbidinium acutulum Lentin & Williams, 1985
- 小阿尔特布藻 Alterbidinium minus Lentin & Williams, 1985
- Alterbidinium varium Kirsch, 1991